# 一ノ瀬直二
一ノ瀬 直二（いちのせ なおじ、1923年1月12日 - 2015年12月25日）は、日本の英米文学翻訳家。
1947年、早稲田大学英文科卒。マリオ・プーヅォ『ゴッドファーザー』の翻訳がある。
詩人・翻訳家の加島祥造の死後、加島のペンネームであったことが発表された。

## 翻訳
- 『300:1』（J・T・マッキントッシュ、早川書房、ハヤカワ・ファンタジイ） 1960
- 『人類抹殺計画 - ナポレオン・ソロ5』（デイヴィッド・マクダニエル、早川書房、世界ミステリシリーズ） 1966
- 『冬の山』（シャーリー・スクーノヴァ、集英社） 1967
- 『料理人』（ハリー・クレッシング、早川書房） 1967、のちハヤカワ文庫NV
- 『走れスパイ - キルマスター2』（ニック・カーター、早川書房、世界ミステリシリーズ） 1967
- 『魚が出てきた日』（ケイ・シセリス、集英社） 1968
- 『冬の山』（シャーリー・スクーノヴァ、集英社ワールドベストセラーズ） 1967
- 『蒸発』（デイヴィッド・イーリイ、早川書房、世界ミステリシリーズ） 1969
- 『観光旅行』（デイヴィッド・イーリイ、早川書房） 1969、のち文庫
- 『黄色い恐怖の眼』（ジョン・D・マクドナルド、早川書房、世界ミステリシリーズ） 1969
  - 『黄色い恐怖の眼 - トラヴィス・マッギー・シリーズ』（ジョン・D・マクドナルド、早川書房、ハヤカワ・ポケット・ミステリ1071)　1986
- 『ハズバンド』（ソル・スタイン、早川書房） 1970
- 『クイン氏の事件簿』（アガサ・クリスティ、創元推理文庫） 1971
- 『秘密組織』（アガサ・クリスティ、創元推理文庫） 1971
- 『スは宇宙(スペース)のス』（レイ・ブラッドベリ、創元推理文庫） 1971
- 『二人で探偵を』（アガサ・クリスティ、創元推理文庫） 1972
- 『ゴッドファーザー』（マリオ・プーヅォ、早川書房） 1972、のち文庫
- 『戦士ブラク対謎の神殿』（ジョン・ジェイクス、創元推理文庫、戦士ブラク・シリーズ1） 1973
- 『戦士ブラク対女錬金術師』（ジョン・ジェイクス、創元推理文庫、戦士ブラク・シリーズ2） 1977
- 『タンゴ・ノヴェンバー』（ジョン・ハウレット、集英社） 1977
- 『逃亡者』（ロジャー・フラー、早川書房、Hayakawa pocket mystery books） 1977
- 『戦士ブラク対吸血双生児』（ジョン・ジェイクス、創元推理文庫、戦士ブラク・シリーズ3） 1978
- 『海峡トンネル爆破』（ロバート・バーン、集英社） 1979
- 『トリプル』（ケン・フォレット、集英社） 1981、のち文庫
- 『仕事と職場の人生学 感情音階による安定と成功の科学』（ロン・ハバード、ぱるす出版） 1987
- 『この手に孤独』（ハドリー・チェイス、創元推理文庫） 2000
- 『別れも愉し 「スは宇宙のス」より』（レイ・ブラッドベリ、赤木かん子編、ポプラ社） 2008

## 参考
- 観光旅行 - 紀伊国屋書店BookWeb